# Baia Omuljachskaja
La baia Omuljachskaja (in russo Омуляхская губа?, Omuljachskaja guba) è un'insenatura lungo la costa settentrionale russa, nell'Allaichovskij ulus, distretto nord-orientale della Sacha-Jacuzia. È situata nella parte sud-occidentale del mare della Siberia orientale.

## Geografia
La baia si trova tra la penisola Merkušina Strelka (полуостров Меркушина Стрелка) a nord e la penisola Chromskaja Strelka (полуостров Хромская Стрелка) a sud. Si estende in direzione ovest-est per una lunghezza di circa 95 km e una larghezza di circa 20 km nel punto più largo. La profondità massima è di 2 m.
Condivide le bocche con la baia della Chroma, che si estende alcuni chilometri più a sud.
Vi sfociano i fiumi Kjuėnechtjach (река Кюэнехтях), San-Jurjach (река Сан-Юрях), Kustuktach (река Кустуктах), Merkušina (река Меркушина) e altri più piccoli.
La baia Omuljachskaja è collegata al golfo Zapadnyj (Западный залив), che è parte della baia della Chroma, per mezzo del canale Semdolgen (протока Семдолген).
Le coste sono basse ma in alcuni punti superano i 30 m d'altezza e sono coperte da vegetazione della tundra. Le sponde sono prevalentemente lacustri o paludose, punteggiate da numerosi specchi d'acqua, tra i quali spiccano il Bol'šoe (grande) Merkušinskoe (озёро Большое Меркушинское) e il Maloe (piccolo) Merkušinskoe (озёро Малое Меркушинское).
Per la maggior parte dell'anno la baia è ghiacciata.